# Carol Ryrie Brink
Pour les articles homonymes, voir Brink (homonymie).
Carol Ryrie Brink (28 décembre 1895 - 15 août 1981) est une auteure américaine de plus de trente livres pour enfants et adultes. Son roman Les Enfants aux cheveux de flammes (Caddy Woodlawn) a remporté la médaille Newbery de 1936 et un Lewis Carroll Shelf Award (en) en 1958. 

## Biographie
Caroline Sybil Ryrie née à Moscow, Idaho, est le seul enfant d'Alexandre et Henrietta (Watkins) Ryrie. Son père, un immigrant écossais, était le maire de la ville (1895-1897) et sa mère était la fille de l'éminent médecin Dr William W. Watkins, le premier président de l'association médicale de l'État et membre du conseil d'administration des régents de la nouvelle université de l'Idaho,,. Après la mort d'Alex Ryrie en 1900, sa mère se remarie ; mais après le meurtre de son père en 1901,, son deuxième mariage (avec Elisha Nathaniel Brown) est un échec et elle se suicide en 1904 à 29 ans. Carol Ryrie est ensuite élevée à Moscow par sa grand-mère maternelle veuve, Caroline Woodhouse Watkins, qui servira de modèle au roman Les Enfants aux cheveux de flammes. Elles déménagent en Idaho en 1907, trois ans avant la création de l'État, quand Carol Ryrie avait douze ans. La vie de sa grand-mère et ses capacités de narration ont inspiré l'écriture de Carol dès son plus jeune âge. 
Elle commence à écrire pour les journaux de son école et continue à l'université ; elle est diplômée de la Portland Academy de l'Oregon et étudie à l'université de l'Idaho à Moscow pendant trois ans (1914-1917). Elle écrit pour le journal étudiant The Argonaut et le yearbook Gem of the Mountains. Elle était membre de la sororité Gamma Phi Beta,,. Elle est transférée à l'Université de Californie à Berkeley pour sa dernière année en 1917 et obtient son diplôme de Phi Beta Kappa en 1918. Le 12 juin de la même année, elle épouse Raymond W. Brink, un jeune professeur de mathématiques qu'elle avait rencontré à Moscow neuf ans plus tôt. Il avait rejoint la faculté de l'Université du Minnesota un an auparavant  et le couple a élu domicile à St. Paul pendant 42 ans. Les Brink ont élevé un fils (David) et une fille (Nora). Ils passent plusieurs étés dans les bois du Wisconsin et voyagent pendant plusieurs années en Écosse et en France. 
Le premier roman de Brink, Anything Can Happen on the River, est publié en 1934. Elle écrit de la fiction tout au long de sa vie et ajoute de la poésie et de la peinture à ses réalisations ultérieures. Après 55 ans de mariage, son mari décède en 1973. Elle meurt huit ans plus tard d'une insuffisance cardiaque à 85 ans à La Jolla, en Californie. 

### Hommages
Brink a reçu un doctorat honorifique en lettres de l'Université de l'Idaho en 1965. À l'université se trouve Brink Hall, un immeuble de bureaux de la faculté qui comprend le département d'anglais. C'est une structure classique en brique recouverte de lierre, construite dans les années 1930 pour paraître beaucoup plus ancienne, c'était à l'origine le dortoir Willis Sweet (en) et plus tard le complexe de bureaux de la Faculté Est. Nommé d'après elle peu de temps après sa mort, son bâtiment mitoyen à l'ouest a été nommé d'après Archie Phinney (en). 
À l'est de la ville de Moscow se trouve le « Parc naturel Carol Ryrie Brink », une zone de restauration des cours d'eau le long de Paradise Creek sur un terrain appartenant au district scolaire. Dédiée lors de la célébration du centenaire de la naissance de Brink en 1995, son entrée ouest se trouve sur Mountain View Road et 7th Street. À l'extrémité nord de la ville, la section pour enfants du bâtiment rénové Carnegie de la Bibliothèque publique de Moscow contient la « salle de lecture Carol Ryrie Brink ». Ouverte en 1906, Brink avait fréquenté cette bibliothèque dans sa jeunesse.

## Œuvres

### Romans
- (en) Anything Can Happen on the River, 1934
- Les Enfants aux cheveux de flammes, Bourrelier et Cie, 1939 ((en) Caddy Woodlawn, Simon & Schuster Children's Publishing, 1935), Fiction historique, trad. Marthe Metzger, 225 p.
- (en) Mademoiselle Misfortune, 1936
- (en) Baby Island, 1937
- (en) Goody O'Grumpity, 1937
- (en) All Over Town, 1939
- (en) Magical Melons, 1939"Magical Melons" est dorénavant édité sous le titre "Caddie Woodlawn's Family"
- (en) Lad with a Whistle, 1941
- (en) Buffalo Coat, 1944
- (en) Narcissa Whitman, 1945
- (en) Minty et Compagnie, 1945
- (en) Lafayette, 1946
- (en) Harps in the Wind, 1947
- (en) Stopover, 1951
- (en) Family Grandstand, 1952
- (en) The Highly Trained Dogs of Professor Petit, 1953
- (en) All I Desire, 1953
- (en) The Headland, 1955
- (en) Family Sabbatical, 1956
- (en) The Pink Motel, 1959
- (en) Strangers in the Forest, 1959
- (en) The Twin Cities, 1961
- (en) Chateau Saint Barnabe, 1962
- (en) Snow in the River, 1964
- (en) Andy Buckram's Tin Men, 1966
- (en) Two Are Better Than One, 1968
- (en) Winter Cottage, 1968
- (en) The Bad Times of Irma Baumlein [Irma's Big Lie], 1972
- (en) Louly, 1974
- (en) The Bellini Look, 1976
- (en) Four Girls on a Homestead, 1977

### Pièces de théâtre
- (en) The Cupboard Was Bare, 1928
- (en) Caddie Woodlawn, 1945

## Adaptations
Deux de ses romans ont été adaptés en films :
- Son roman Stopover de 1951 est adapté en 1953 sous le titre Désir de femme (All I Desire), réalisé par Douglas Sirk.
- Les Enfants aux cheveux de flammes (Caddy Woodlawn) est adapté en 1989 sous le titre Caddy Woodlawn et réalisé par Giles Walker.